# Massacre na Etiópia em 2005
Massacre na Etiópia em 2005 refere-se ao assassinato de várias pessoas por parte das forças governamentais durante os meses de junho e novembro de 2005, o que levou à morte de 193 manifestantes e provocou 763 feridos, a maior parte em Adis Abeba, após as eleições de maio de 2005 na Etiópia. Mais de 30.000 pessoas foram detidas pelas forças de segurança após as eleições, a maioria libertadas em 2006.
Os protestos supostamente liderados pela Coalizão para a Unidade e Democracia (CUD), iniciados em 1 de novembro de 2005, provocaram mais de 60.000 prisões. Tiroteios das forças do governo foram dirigidos a manifestantes e espectadores. Todos os principais líderes da oposição foram presos, assim como o prefeito eleito de Adis Abeba.